# 민주주의과학자협회
민주주의과학자협회(일본어: 民主主義科学者協会 민슈슈기카가쿠샤쿄카이[*])는 일본의 진보적인 자연과학자・사회과학자・인문학자들의 좌파계 협회였다. 민주주의 과학의 발전을 도모하는 것을 목적으로 하였다. 약칭 민과(일본어: 民科 민카[*]). 일본공산당의 영향을 강하게 받았다. 일본공산당의 졸렬한 지도와 재정난으로 인하여 1957년 전국적 횡단학술단체로서는 소멸되었지만, 분야별・지역별 조직으로서는 21세기 현재까지 활동이 계속되는 곳도 있다.

## 역사
1946년 1월 12일 창립. 초대 회장은 수학자 오구라 킨노스케, 사무국장은 수학사학자 콘노 타케오.
창립 당시 회원은 180명. 진보적 문화인이나 일반 시민・학생 등도 가입하여 1950년 전후 절정기에는 지방지부 114개소, 전문회원 1772명, 보통회원 8243명에 이르러서, 미군정기의 학회・언론계에 큰 영향력을 가졌다. 주로 마르크스주의자들이 중심이 되어 구성되었다.
기관지로 1946년 12월 1일 창간한 『민주주의과학』(제6호에서 『사회과학』으로 개칭, 민과 사회과학부의 기관지가 되었다가 1948년 12월 페간), 1948년 4월 25일 창간한 『과학자』(1951년 2월 『과학문화뉴스』로 개칭, 1953년 폐간) 등이 있었다. 그 밖에도 『민과 학술통신』, 『국민의 과학』, 『자연과학』, 『이론』 등 다양한 기관지를 발행했다.
종교・철학・역사・수산・경제・농업・교육・심리・언어과학・법률・정치・여성문제・예술・생물학・지구과학・자연과학 등 전문분야 연구를 수행하는 전문부회(専門部会)들이 있었다.

### 해체 경위
민과 지도부는 실질적으로 일본공산당의 지배하에 있었는데, 발족 당시에는 공산당의 정치적 지도가 느슨했다. 그러다 1950년 들어 일본공산당 당권파였던 소감파에서 민과에 정치적 과제가 발주되었다. 1952년, 민과 서기국원 이시모다 타다시는 “국민적 과학의 창조”를 제창했고, 민과의 노선도 국민적 과학의 창조 및 보급 목적으로 변화한다. 정치와 과학의 결합을 지향한 운동 중심적 사고방식은 공산당과 무관한 학자 및 학생들의 이반을 초래했다.
심지어 1955년 육전협으로 공산당이 노선을 급선회하자 민과 지도부마저 혼란에 빠져 구심력을 완전히 상실했다. 1956년 소련에서의 스탈린 격하에 따라, 민과가 밀어주던 미추린 농법도 틀려먹은 것이라고 부정된 것도 타격이 컸다.
과학자・연구자의 지지를 잃고 지도부도 혼란에 빠진 결과 기관지 『국민의 과학』은 정간하고, 1950년대 말-1960년대 초에 걸쳐 대부분의 부회가 실질적으로 해체되었다. 1956년 제11회 전국대회를 끝으로 민과 본부의 정상적 운영체제는 붕괴되었고, 이듬해 1957년 본부사무소를 폐쇄하고 사무국을 해산했다.

### 일부 부회의 잔존 및 활동지속
- 1950년 발족한 “민과 교토지부 역사부회”는 “교토 민과 역사부회”로 개칭하고, 역사과학협의회의 지역조직으로서 활동을 계속했다.[6] 현재까지도 민주주의과학협회 내지 민과의 이름을 남기고 활동을 계속하고 있는 것은 법률부회와 역사부회 뿐이다.
- 1941년 4월 창립되었다가 전후 혼란으로 활동을 중단했던 과학사학회 유지들 가운데 일부가 1946년 가을경부터 민과 과학부 주최의 월례 과학사연구회에 협력하다가,[1] 1948년 과학사학회를 재건하고 이쪽으로 이행했다.
- 1948년 민과 역사부회 내에 설치된[7] 노동운동사연구회는 이후 독립된 형태로 노동운동사연구회가 되어 활동을 계속했다.
- 민과 이론생물학연구회에서는 일본생물과학자협회가 비롯되어 연구지 『생물과학』의 발행 등 활동을 계속하고 있다.[8]
- 1950년 발족한 민과 오사카지부 농업부회에서는 농업이론연구회가 비롯되어 현재도 활동이 계속되고 있다.[9]
- 1954년 만들어진 민과 잠사반은 1960년부터 “민과 잠사기술연구회”가 되어 2001년까지는 민과의 이름을 걸고 활동했다.[10]
- 민과 지학단체연구부회는 지학단체연구회가 되어 활동을 계속하고 있다.
- 민과 언어과학부회를 모체로 1951년 아동언어연구회가 발족했고,[11] 한편 활동 전반을 이어받은 언어학연구회도 생겨났다. 둘 다 활동을 계속 중이다.

그러나 이들 단체들은 운동단체의 성격은 상실했고 어디까지나 학회로서 운영되고 있는 바, 민과의 당초 목적 및 활동은 오히려 일본과학자회의에서 계승했다고 보아야 할 것이다.